# 笛鸻
笛鴴 （学名：Charadrius melodus）是一種候鳥，呈沙色。大小如麻雀，棲息在近海岸邊的沙灘或石灘。成年的笛鴴腳部呈橙黃色，前額上兩眼間有一道黑間，在繁殖期頸上會出現一道黑環。雄鳥與雌鳥很難分辨，於繁殖期是雄鳥頸上的黑環較粗。
笛鴴有兩個亞種，東部的稱為Charadrius melodus melodus，而中西部的為Charadrius melodus circumcinctus。笛鴴的叫聲清脆像鐘聲，往往先聞其聲，後再現身。現時世界上約有57000隻笛鴴存留。
笛鴴分佈在大西洋海岸上的沙灘、五大湖的湖邊及美國與加拿大的中西部。牠們在沙灘上覓食，主要吃昆蟲、水中的蟲及甲殼類。

## 特徵
笛鴴長約17-18厘米，雙翼展開達45-47厘米，重43-63克。牠們的頭大而且圓，頸短厚，鳥喙短小。

## 保育狀況
現時整體上笛鴴並非瀕危物種，但卻在五大湖被列為澦危，其餘的地方則被列為近危。牠們減少的原因是棲息地的消失及人類活動的影響，一些高危的棲息地因而關閉。雖然自此後數量上有明顯增長，但仍不能免除於近危的狀況。現時保護笛鴴的方法有保存其棲息地及巢穴、教育及限制貓狗進入繁殖區域。在加拿大方面，笛鴴亦被列為瀕危物種。.

## 遷徙及繁殖
笛鴴是一種北方的候鳥，冬天的時候會遷徙至墨西哥灣、美國的南大西洋海岸及西印度群島，在每年的三月則會回歸北方。牠們的繁殖地由加拿大的紐芬蘭省南部至南卡羅萊納州北部。牠們於每年的四月中旬會開始在沙灘交配，並在沙灘或石灘上生蛋。大部份笛鴴都會在第一次時生4隻蛋，每隔1天左右生一隻蛋。第二或第三次時則會生2或3隻蛋。雄鳥及雌鳥會一同孵化，一般約需時27天，很多時所有蛋都會在同一時間孵化。

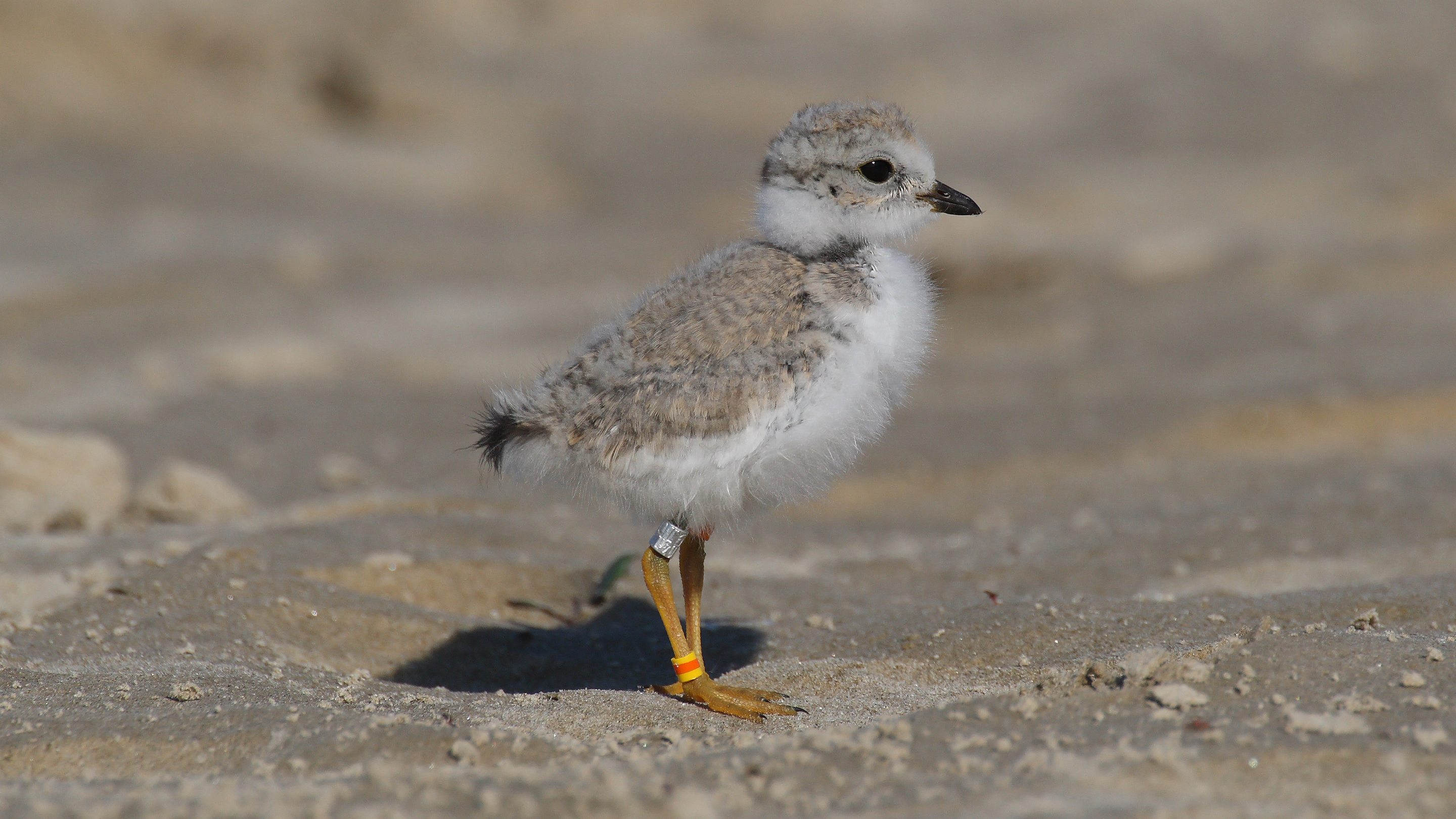
出生後兩個星期的笛鴴。

雛鳥出生後數小時內便可覓食。雙親會保護牠們，並警告牠們有關危險，會扮作折翼來吸引及引開獵食者。雛鳥會以沙來偽裝，故很多時候意外被車碾死。雛鳥需要30天時間才學懂飛行。牠們在換羽前最少能夠飛行50碼。

## 行為
笛鴴會停下來覓食，並會俯身向前捕捉食物。牠們由朝到晚都會覓食。牠們吃水中的蟲、昆蟲、軟體動物及甲殼類。牠們很少聚居，一般只有3或4隻，但在冬天覓食的時候，可以甚至多達100隻。當有人接近時，牠們都會奔跑及飛走。